# Cantonul Arras-Ouest
Cantonul Arras-Ouest este un canton din arondismentul Arras, departamentul Pas-de-Calais, regiunea Nord-Pas-de-Calais, Franța.

## Comune
| Comune | Populație (1999) | Cod poștal | Cod INSEE |
| ------ | ---------------- | ---------- | --------- |
| Arras  | 40 590 (1)       | 62000      | 62041     |